# Iwan Szylingowski
Iwan Szylingowski (Szilingowski) (ros. Иван Григорьевич Шилинговский; ur. 17 maja?/30 maja 1903 w Owidiopolu k. Odessy, zm. 30 marca 1967 w Twerze) – kontradmirał Marynarki Wojennej RP i Marynarki Wojennej ZSRR. 

## Życiorys
Od jesieni 1925 w marynarce wojennej na Morzu Czarnym, w 1927–1931 studiował w Szkole Marynarki Wojennej im. Frunzego w Leningradzie, później oficer marynarki ZSRR. 
Od maja do lipca 1945 szef grupy oficerów radzieckich przysłanej do Polski w celu organizacji jej marynarki wojennej. W stopniu komandora pełnił obowiązki jej dowódcy od 7 lipca do 24 sierpnia 1945. Później szef sztabu Marynarki Wojennej, w latach 1946–49 był doradcą kolejnych dowódców MW, zastępcą dowódcy MW. 11 maja 1949 został mianowany kontradmirałem przez Prezydium Rady Ministrów ZSRR. Od 8 lipca do 10 września 1950 p.o. dowódcy Marynarki Wojennej.
W kwietniu 1952 powrócił do ZSRR, następnie został szefem Katedry Dyscyplin Wojennomorskich Fakultetu Wojenno-Morskiego Wojskowej Akademii Tyłów i Transportu w Leningradzie. W listopadzie 1956 przeniesiony do rezerwy z powodu złego stanu zdrowia.
Według niektórych historyków Iwan Szylingowski oraz Józef Urbanowicz (Szef Zarządu Polityczno-Wychowawczego Marynarki Wojennej w latach 1945–1952) zostali przeniesieni za „liberalizm”.

## Odznaczenia
- Krzyż Oficerski Orderu Odrodzenia Polski (1947)
- Złoty Krzyż Zasługi (dwukrotnie)
- Medal za Odrę, Nysę, Bałtyk
- Brązowy Medal „Siły Zbrojne w Służbie Ojczyzny”
- Order Czerwonego Sztandaru
- Order Czerwonej Gwiazdy (dwukrotnie)
- Medal „Za zwycięstwo nad Niemcami w Wielkiej Wojnie Ojczyźnianej 1941–1945”
- Medal jubileuszowy „30 lat Armii Radzieckiej i Floty”

I inne.